# ماری-ژوزه پرک
ماری-ژوزه پرک (به فرانسوی: Marie-José Pérec) ورزشکار زن رشتهٔ دو و میدانی اهل کشور فرانسه است. وی در بین سال‌های ‎۱۹۹۲ تا ۱۹۹۶ میلادی در مسابقات بازی‌های المپیک تابستانی در مجموع ۳ مدال طلا را کسب کرد.